# Ispace
ispace（アイスペース）は、日本の宇宙ベンチャー企業。月面へのペイロード輸送サービス等を提供する。
これまでのミッションでは、2018年までGoogle Lunar X Prizeに参加し月面走行ローバーHAKUTOを開発。2023年に自社の月着陸船RESILIENCEにより民間初の月面着陸（ミッション1）を目指したが失敗。2025年6月に再び月着陸（ミッション2）を目指していたが、再び失敗した。

## 歴史

### ispace設立前
ispaceの前身、ホワイトレーベルスペース・ジャパンの誕生に至った契機として、2007年にピーター・ディアマンディスが月面での賞金レースGoogle Lunar X Prize (GLXP) を発表したことが挙げられる。2010年12月31日にGLXPの参加登録が締め切られた時点ではレースに日本を拠点とするチームは参加していなかったものの、東北大学教授の吉田和哉の宇宙ロボット研究室がオランダを拠点とするチーム「ホワイトレーベルスペース」に加わっていた。メディア業界で活動していたスティーブ・アレンが代表を務めるこのチームは、開発拠点が欧州と日本に分かれており、欧州側が月着陸機、日本側が月面車（ローバー）の開発を行うこととなっていた。
- 2010年1月、ホワイトレーベルスペースが日本で開催したイベントで袴田武史が吉田和哉と出会い[5]、GLXPへの参加を検討し始める[3]。

- 2010年5月、袴田は日本での月面車の開発資金調達や広報活動を行うため、合同会社ホワイトレーベルスペース・ジャパンを創設し[3]、吉田和哉はCTOに就任した。日本ではホワイトレーベルスペース・ジャパンが資金の確保を目指していた一方、欧州側は2012年ごろには資金不足により開発が行き詰まり、レースから撤退することとなった。
- 2013年1月30日にチームの拠点を欧州から日本へ移すことが発表され、代表はスティーブ・アレンから袴田に交代した[6]。

### ispace設立以降
- 2013年
  - 5月、ホワイトレーベルスペース・ジャパンが組織変更され、社名が株式会社ispaceとなる[3]。
  - 7月16日、ispaceが運営するGLXPのチーム名が白兎にちなむ「HAKUTO」に変更された。
- 2015年
  - 1月、アメリカ進出のため日本法人の親会社としてispace technologies, inc.をアメリカデラウェア州に設立[3]。
  - 1月26日、HAKUTOはGLXPの中間賞を受賞し、賞金50万ドルを取得した[5]。HAKUTOは月面車の開発に特化し、月面への到達に必要な着陸機は自前では開発せず、GLXPに参加する他のチームの着陸機に有償で乗せてもらうという作戦を取った。レース終盤にはインドのチームインダスの着陸機に相乗りすることになったものの、2018年1月、チームインダスは資金不足により地球からの打ち上げに使うロケットの調達を断念した。
- 2016年10月、親会社であるアメリカ法人のispace technologies, inc.を解散し、日本法人を本社とする。日本法人の子会社としてispace technologies U.S., inc.を米デラウェア州に設立[3]。

- 2017年
  - 3月、日本法人の子会社としてispace EUROPE S.A.をルクセンブルク市に設立。ルクセンブルク政府と月資源開発に関する覚書を締結[3][7]。それまで月面車の開発に注力していたが、袴田と当時の最高執行責任者中村貴裕はインキュベイトファンド代表パートナーの赤浦徹から今後はGLXP終了後を見据えてispaceが自ら月着陸機を開発することを提案された[8]。
  - 12月13日、ispaceは独自の月着陸機「シリーズ1」を開発することを発表。2019年末頃のミッション1でまず月周回を行い、2020年末頃にミッション2で月着陸と月面車による月探査を行うとしていた。同時にispaceは当時国内のスタートアップ企業では最高額となる101.5億円のシリーズA資金調達を実施。またこの時同社のムーンバレー構想が公表された。
- 2018年
  - 3月、GLXPは終了し、同月31日HAKUTOチームは挑戦を終了することを発表した。
  - 9月26日にispaceは最初の月探査プログラムを「HAKUTO-R」と命名することを発表。同時に米国のスペースX社と2回分の打ち上げ契約を締結したことも明らかになった。
  - 10月9日、ispaceは米国のチャールズ・スターク・ドレイパー研究所と共同でNASAへ商業月面輸送サービス (CLPS) の公募へ月着陸機「アルテミス7」の提案を行った[9]。アルテミス7はHAKUTO-Rで使われる月着陸機を米国で組み立てたものである[注 1]。ispaceとドレイパー研究所は2026年までの中長期のパートナー契約を結んでいる[10]。11月29日、NASAはCLPSへ参加する資格を有する企業9社のうち一つとしてドレイパー研究所を選定した。
- 2019年8月22日、ispaceはHAKUTO-Rのミッション内容の変更を発表した。月着陸は前倒しで2021年にミッション1で実施、ミッション2は2023年に着陸と月面車による月探査を実施することとした。
- 2020年
  - 12月4日、NASAは月面で資源を採取し、それをNASAへ譲渡（販売）する資格を有する企業としてispace（本社）、子会社ispace Europeを含む4社を選定した[11]。計画ではまずispaceがミッション1の着陸機で月のレゴリスを採取し、続いてミッション2でispace Europeが月面車でレゴリスの採取を行う[12][13][14]。
  - 12月、ispace technologies, U.S. , inc.のオフィスを米コロラド州デンバーに移転[3][15]。
- 2021年
  - 5月27日にはカナダ宇宙庁 (CSA) から開発資金を得たカナダの企業3社[16]がそれぞれ月への輸送・データ供与をispaceに委託した[17]。
  - 7月、日本に無線免許の取得と電波利用を目的として子会社のispace Japanを設立[3]。
  - 8月24日、ispaceは従来よりも大型の月着陸機構想を発表（のちのAPEX 1.0）。この着陸機の設計・製造は米国国内で行われる[18]。
- 2022年7月25日、NASAはCLPS初の月の裏側への貨物輸送ミッションをドレイパー研究所に発注した[19]。当初ispaceはこのミッションで使われる着陸機として「シリーズ2」を発表していたが、2023年9月28日に新たなデザインの着陸機「APEX 1.0」を公開した[20]。

## 開発機体

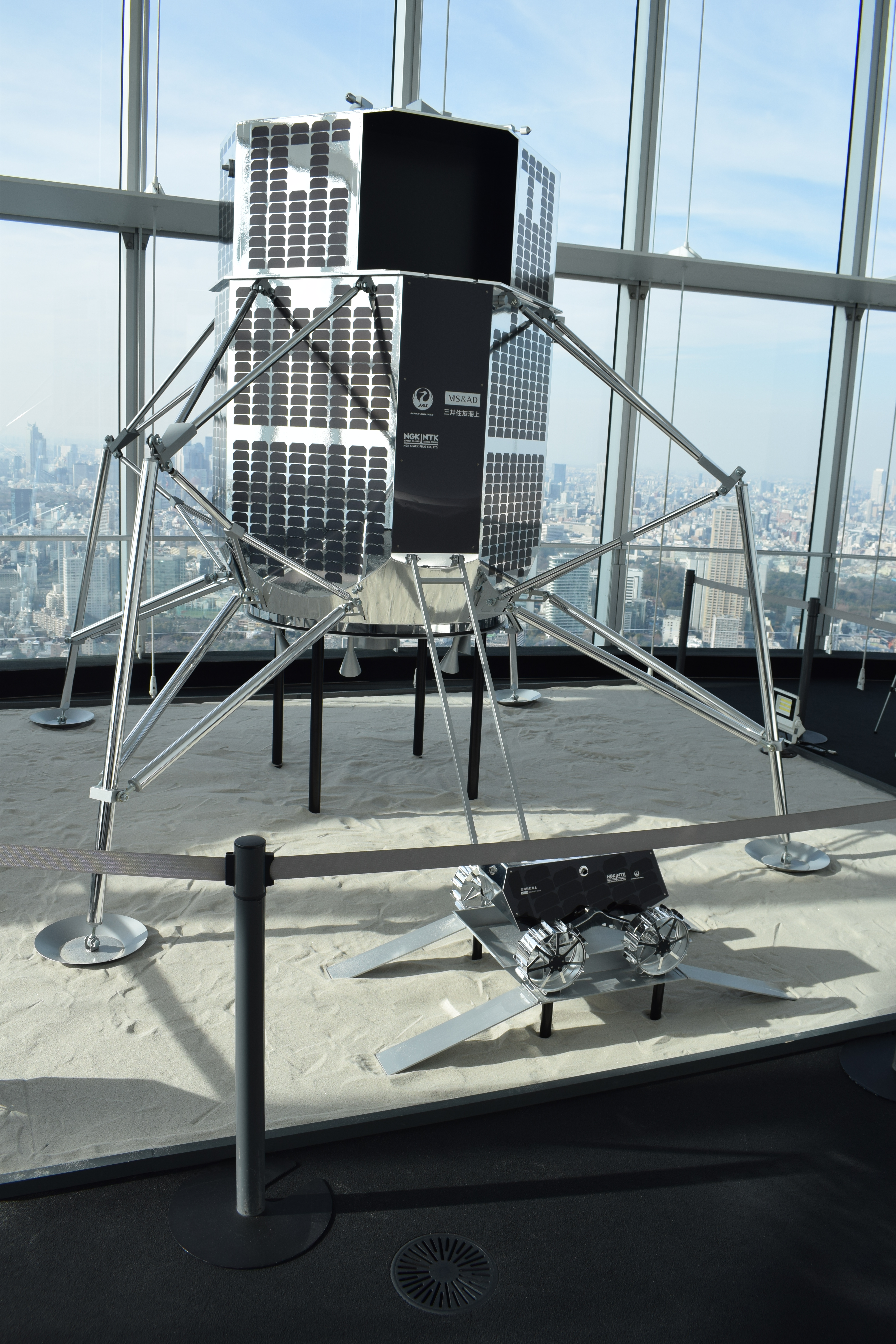
RESILIENCEランダー（奥）とSORATOローバー（手前）

### ローバー
- SORATO
  - HAKUTOのGoogle Lunar X Prize参加のための月面ローバーとして開発された。
  - 重量4.0kgで、当時最軽量の月面ローバーとされ、4輪駆動、360度視野で静止画や動画を撮影可能[3]。
  - 2019年、フライトモデルはスミソニアン航空宇宙博物館に寄贈された[21]。
- TENACIOUS（テネシアス、マイクロローバー）
  - 重量5kg、高さ26cm、幅31.5cm、全長54cm。HDカメラを搭載した4輪ローバーで、ランダー経由で管制室と通信する。展開式の太陽光パネルを搭載し14日以上の稼働と越夜を目指し、搭載スコップでレゴリスの採取を計画。
  - ミッション2に搭載し、採取したレゴリスはNASAとの取引プログラムによって所有権を引き渡す予定だが、引き渡し後の対応は未定[22]。欧州拠点で開発[23]。

### ランダー（着陸船）
- RESILIENCE
  - 乾燥重量340kg、販売可能なペイロード重量30kg。
  - ミッション1・2で使用されたランダー。日本拠点で開発[3]。
- APEX 1.0
  - 乾燥重量1,350kg、販売可能なペイロード重量300kg（ミッション4以降は最大500kg）。
  - 2026年打上げ予定のミッション3以降で使用するランダー。米国拠点で開発[3]。
- シリーズIIIランダー（仮称）
  - 2027年打上げ予定のミッション6以降で使用することが想定されているランダー。日本拠点で開発[3]。

## HAKUTO-Rプログラム
ispaceの最初の2回の月探査ミッションはHAKUTO-Rというプログラムを構成している。HAKUTO-Rでは地球から月面への輸送技術の実証などが行われる。「R」にはReboot（再起動）の意味が込められている。

### ミッション1
最初に行われるHAKUTO-R ミッション1 (M1) は、アラブ首長国連邦の月面車ラシッドなどを載せ、2022年12月に打ち上げられた。M1は宇宙空間を4カ月半航行して2023年4月26日に月に到着、民間企業として世界初の月面着陸を目指したが、月面への軟着陸に失敗。ランダーとの通信が途絶えた。
次の「HAKUTO-R」の打ち上げを2024年冬頃に行うと発表。ソフトウェアの改良などを行った次回の月着陸船の名称を「再起」や「復活」の意味を込めた「RESILIENCE」としたと発表した。

### ミッション2
HAKUTO-R ミッション2 (M2) は2025年1月にFalcon9ロケットで打ち上げられた。このミッションではispace Europeが開発した月面車による月探査が行われる。また月の縦穴の探査も検討されている。
2025年6月6日に月面着陸を予定していたが、着陸実行時に通信が途絶えミッションは失敗した。

## 月の裏側への着陸
ispaceの三番目のミッションは月の裏側へ着陸を行う。このミッションはドレイパー研究所が主導しており、ispaceは月着陸機の設計を行う。月の裏側では地球と直接通信することができないため、着陸機と一緒に2機の通信衛星が打ち上げられ、これらは月周回軌道へ投入される。2023年9月現在、このミッションは2026年の打ち上げが予定されている。

## 研究開発
数年以内に月へ送られる見込みの各ミッションの他に、ispaceは将来を見据えたさまざまな技術の研究開発を行っている。
昆虫型ロボット
不整地での歩行・跳躍のため多脚型の構造した昆虫型ロボット。不定形な表面を把持するための鉤爪型グリッパ（ロボットハンド）を開発。JAXA宇宙探査イノベーションハブの第1回研究提案募集に採択され、東北大学と共同で2016年4月から2017年3月まで研究。
宇宙群ロボット
月や小惑星の表面で資源探査用に1000台ものロボットを協調制御する技術。JIG-SAW株式会社と共同研究。
Polar Ice Explorer (PIE)
月の極域でのその場資源利用 (ISRU) の実現性を探査するミッションのコンセプト。月面で表面温度の低い地域に着陸し、水素の分布や埋蔵量、土壌の性質などの調査を行うという前提のもと、ミッションの構成や搭載する観測装置、資金調達手法の検討を行った。ispace Europeが研究。
推薬液化エネルギーを低減する磁気冷凍機技術
将来の月面推薬精製プラント向けに、液体酸素と液体水素の精製に必要な推薬液化システムの検討。液化には従来の気体式冷凍機よりも高効率の磁気冷凍方式を採用。小型磁石システムの試作、月面に設置する磁気冷凍機の概念設計を行った。JAXA宇宙探査イノベーションハブの第6回研究提案募集に採択され、物質・材料研究機構、住友商事、高砂熱学工業と共同で2021年2月から2022年2月まで研究。